# دمای انتقال شیشه
گذار شیشه-مایع (به انگلیسی: glass–liquid transition)، یا گذار شیشه ای (به انگلیسی: glass transition) تبدیل تدریجی و برگشت‌پذیر مواد آمورف از یک حالت سخت و نسبتاً شکننده «شیشه ای» به بک حالت ویسکوز و لاستیکی مانند، با افزایش دما می‌باشد.هر ماده جامد آمورفی که در آن گذار شیشه ای اتفاق بیفتد، شیشه نامیده می‌شود. به عکس این واکنش، که با فراسرمایش یک مایع ویسکوز و تبدیل آن به یک حالت شیشه ای انجام می‌شود، شیشه‌شدگی یا ویتریفیکیشن می‌گویند. دمای انتقال-شیشه (به انگلیسی: Glass-transition temperature) یک ماده، محدوده دمایی است که در آن گذار شیشه-مایع رخ می‌دهد.

۱) در صورت انجماد مایع و تشکیل جامد کریستالین، یک تغییر ناپیوسته (ناگهانی) در حجم و در سرعت سرمایش (مربوط به گرمای انجماد) وجود دارد. 

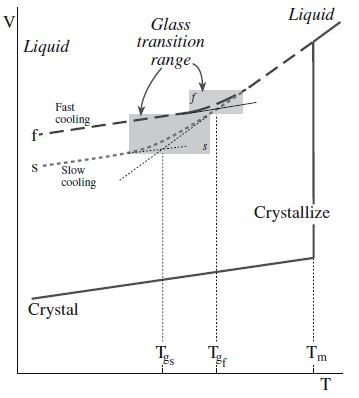
نمودار تغییرات حجم بر حسب دما نشان دهنده دمای انتقال به شیشه

۲) در صورت عدم تبلور، مایع به حالت فوق سرد منتقل می‌شود و حجم با همان سرعت، بالاتر از Tm کاهش می‌یابد.
در دمای انتقال شیشه (Tg)، شیب منحنی کاهش می‌یابد تا به شیب جامد کریستالی، نزدیک شود. این شکست در منحنی سرمایش، عبور از حالت یک مایع فوق سرد شده به یک شیشه را نشان می‌دهد. در دماهای پایین‌تر از Tg ساختار شیشه خیلی سریع تثبیت نمی‌شود، زیرا جامد است. در منطقه Tg ویسکوزیته در حدود dPa.s 1013 است. ضریب انبساط برای حالت شیشه ای معمولاً تقریباً مشابه با جامد کریستالی است. اگر از سرعت‌های سرمایش آهسته تری استفاده شود، به طوری که زمان برای استراحت ساختار افزایش یابد، مایع فوق سرد شده تا دماهای پایین‌تری وجود دارد و شیشه حاصل ممکن است چگالی بالاتری داشته باشد، همان‌طور که در شکل ۲۱٫۱ نشان داده شده‌است. فیزیک شیشه مفهوم تردی را بررسی می‌کند. این در واقع یک خاصیت مایعات تشکیل دهنده شیشه در دماهای بالاتر از Tg است و به مقدار استحکام پیوند بین اتمی وابسته است.
همچنین همه پلیمرها دارای دمای انتقال به شیشه هستند. به‌طور معمول هنگامی این اتفاق می‌افتد که پنجاه درصد کربن‌های موجود در ساختار در امتداد زنجیره مولکولی به‌طور هماهنگ حرکت کنند. به‌طور عملی تر، آن را به عنوان محدوده ای از درجه حرارت که در آن ساختار مولکولی از یک جامد شکننده به یک جامد انعطاف‌پذیر یا لاستیک تبدیل شده‌است تعریف می‌کنند. پلیمرهای گرمانرم معمولاً دارای دو نوع مورفولوژی هستند:
۱) پلیمرهای آمورف: مانند PVC , ABS و پلی کربناتها، که فاقد ساختار کریستالی یا نظم بلوری مشخص هستند. پلیمرهای گرما نرم شونده آمورف و اصولاً همه پلیمرهای گرماسفت شونده فقط یک انتقال ترمودینامیکی دارند، که انتقال به حالت شیشه ای می‌باشد. پلیمرهای گرما نرم شونده، با افزایش درجه حرارت بالای (Tg) نرم و نرمتر می‌شوند.
۲)پلیمرهای کریستالین :این پلیمرها در دماهای بالای دمای Tg دارای ساختار منظم هستند. همانگونه که در جدول روبرو مشاهده می‌شود، سطح بلورینگی از حدود ۳۰٪ برای پلی اتیلن ترفتالات تا ۷۰٪ برای پلی پروپیلن، متفاوت است. ساختار مولکولی یک پلیمر کریستالی در بیشتر قسمتها، توسط ساختار بلوری یا مورفولوژی آن دیکته شده‌است. به عنوان نمونه، پلی اتیلن دارای دمای انتقال شیشه در حدود منفی ۱۰۰ درجه سلسیوس و دمای ذوبی در حدود ۱۳۵ درجه سلسیوس می‌باشد. ساختار کریستالی پلی اتیلن به آن اجازه می‌دهد تا شکل خود را در دمای آب جوش یا بیش از ۲۰۰ درجه سانتی گراد بالاتر از Tg خود حفظ کند.

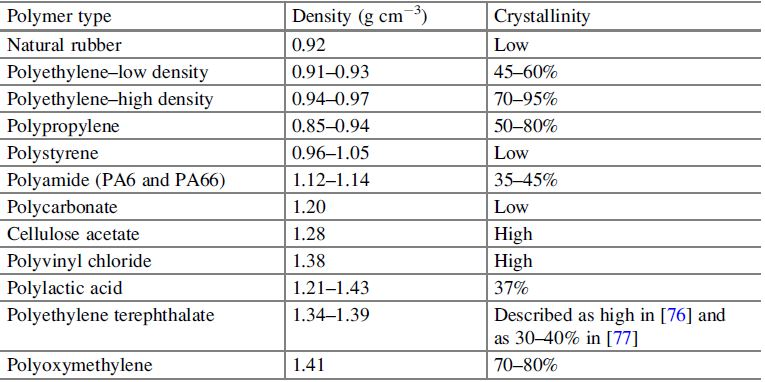
جدول 1